# Дрожжин, Геннадий Александрович
Геннадий Александрович Дрожжин (род. 1 июня 1947 года, Москва, РСФСР, СССР) — советский и российский общественный деятель, академик Российской академии художеств (2021).

## Биография
Родился 1 июня 1947 года в Москве, где живёт и работает.
В 1977 году — окончил Московский автомеханический институт.
С 1994 года — председатель правления Ассоциации «Народные художественные промыслы России».
С 2006 по 2012 годы — член Совета при Президенте Российской Федерации по культуре и искусству.
В 2012 году — избран членом-корреспондентом Российской академии художеств от Отделения декоративного искусства.
С 2013 года — член Совета по государственной культурной политике при Председателе Совета Федерации Федерального Собрания Российской Федерации.
В 2021 году - избран академиком Российской академии художеств.
Является инициатором и участником разработки комплекса мер государственной поддержки, направленный на сохранение и развитие российских народных художественных промыслов, включающий ряд законодательных и нормативных правовых документов: Федеральный закон «О народных художественных промыслах», целый ряд предложений к законодательным актам, положения Налогового кодекса РФ (в части народных промыслов) и других федеральных законов, устанавливающих налоговые льготы промыслов.

## Награды
- Премия Правительства Российской Федерации в области культуры (2010) — за выставочный проект «Выставка «Ладья»[2]
- Благодарность Правительства Российской Федерации (25 мая 2023 года) — за значительный вклад в подготовку и проведение Года культурного наследия народов России[3].
- почётные грамоты Министерства промышленности, науки и технологий, Министерства культуры